# Floresville (Texas)
Floresville es una ciudad ubicada en el condado de Wilson en el estado estadounidense de Texas. En el Censo de 2010 tenía una población de 6.448 habitantes y una densidad poblacional de 433,73 personas por km².

## Geografía
Floresville se encuentra ubicada en las coordenadas 29°8′23″N 98°9′42″O / 29.13972, -98.16167. Según la Oficina del Censo de los Estados Unidos, Floresville tiene una superficie total de 14.87 km², de la cual 14.84 km² corresponden a tierra firme y (0.16%) 0.02 km² es agua.

## Demografía
Según el censo de 2010, había 6.448 personas residiendo en Floresville. La densidad de población era de 433,73 hab./km². De los 6.448 habitantes, Floresville estaba compuesto por el 85.61% blancos, el 1.64% eran afroamericanos, el 0.65% eran amerindios, el 0.23% eran asiáticos, el 0% eran isleños del Pacífico, el 9.01% eran de otras razas y el 2.85% pertenecían a dos o más razas. Del total de la población el 65.14% eran hispanos o latinos de cualquier raza.